# Горхи-Терелдж
Горхи-Терелдж (монг. Горхи Тэрэлж, досл. «струмок рододендронів») — національний парк у Монголії, в аймаці Туве на відстані 60 км від Улан-Батора. Його пейзажі вважаються одними з найгарніших у Монголії. Парк є продовженням Хентейського хребта з гірським та степовим рельєфом. Організовано в 1995 році, до того входив до складу Хан-Хентийського заповідника. Площа парку 2862 кв. км.

## Цікаві факти
- 100 років тому на території парку видобували кришталь, димчастий кварц та інше напівдорогоцінне каміння. 1960 року тут знайдено монолітний димчастий кварц вагою 7,5 т.
- В'їзд у парк здійснюється через повністю дерев'яний міст через річку Тола, який витримує вагу великих автобусів.

## Основні об'єкти парку
- Численні скелі, які нагадують зайця, динозавра, що спить, людину з книгою на колінах (оригінальні форми вивітрювання граніту). Скеля Мелхий-хал у вигляді велетенської черепахи стала символом національного парку.
- Парк оригінальних скульптур динозаврів.
- Численні бази відпочинку.
- Буддійський монастир Ар'яабал (центр медитації) за кілька кілометрів від гори Черепаха.
- Льодовикове озеро Хагин-Хар[1].

## Природа
На території парку проживає 50 видів тварин та 250 видів птахів, 1200 видів рослин. Висотна поясність — снігові вершини, нижче хвойна тайга і в долинах степи та ліси.